# Heinrich von Mappes
Heinrich Mappes, né le 18 décembre 1757 à Mayence et mort le 6 septembre 1845 en cette même ville, est un commerçant et marchand de vins en gros mayençais, baron d’Empire et député des états provinciaux du Grand-duché de Hesse.

## Biographie
D’origine modeste, Heinrich von Mappes devient marchand de vin en gros avec son frère Conrad à Mayence. Membre et vice-président gestionnaire de la chambre de commerce du département Mont-Tonnerre pendant les années 1802-1819, il a acquis de grands mérites dans le redressement de la situation économique de la ville,. Il intervint personnellement auprès de Napoléon Ier pour le convaincre de rétablir le port franc (aujourd'hui: port douanier et fluvial de Mayence) et mise en place d'un entrepôt réel des Douanes au château des Princes-Électeurs. En 1807 Eustache de Saint-Far, architecte et urbaniste départemental, fit édifier un nouveau quai avec les pierres récupérées du vieux château fort du Martinsburg. Jusqu'à la construction des douanes et du port fluvial de Mayence, ce fut le seul quai de la ville.
Il fut anobli en 13 janvier 1813 avec le titre de baron d’Empire. Par la suite, son titre ne fut (pas?) confirmé après le Sixième Coalition. Avec Franz von Kesselstatt (de) il fut membre d'une députation de la ville de Mayence, dépêchée en septembre 1814 auprès du congrès de Vienne par le maire de Jungenfeld (de) afin de défendre les intérêts de la ville, en particulier le maintien du droit d'étape (Stapelrecht), c'est-à-dire l'autorisation de stockage et de vente pour le commerce fluvial,.
Heinrich Mappes a été membre du conseil général du département du Mont-Tonnerre et de la première Chambre des États de Hesse de sa fondation en 1820 jusqu'à sa mort en 1845. Le 20 novembre 1839 il fut anobli de la Grand-Duc de Hesse.

## Ordres civils et militaires
Napoléon lui décerne la Grand-croix de la Légion d'honneur, et l'éleva au rang de baron d'Empire (baronnie héréditaire).